# 배귀섭
배귀섭(裵貴燮, 1951년 ~ )은 대한민국의 MBC의 보도국 기자로 활동했으며. 전 대전 MBC 사장을 역임 이후 기업인이었다. 

## 학력
- 서울대학교 사범대학 외국어교육학과 학사
- 서강대학교 경영학(MBA) 석사
- 카이스트 경영학 박사 수료

- 1978년 MBC 보도국 기자 입사
- MBC 보도국 도쿄특파원,
- MBC 보도제작국 국장
- MBC 보도국 해설위원
- 2005년 3월 ~ 2008년 대전 MBC 사장
- 세종기업 부회장
- 2006.09 한국지역방송협회 회장